# Chiesa prepositurale di Sant'Erasmo
La chiesa prepositurale di Sant'Erasmo è la parrocchiale di Castel Goffredo, in provincia e diocesi di Mantova; fa parte del vicariato foraneo San Carlo Borromeo.
La struttura occupa il lato est di piazza Mazzini e, costruita nella seconda metà del Quattrocento e sistemata in modo asimmetrico rispetto all'asse della piazza, contiene importanti opere d'arte dal Cinquecento al Settecento, fra cui una tela di Giuseppe Bazzani e l'altare maggiore in marmi policromi progettato da Andrea Gamba.

## Storia
Dagli statuti della Congregazione della Misericordia risulta che prima del 1288 esisteva a Castel Goffredo una chiesa intitolata a sant'Erasmo, che sorgeva presumibilmente entro il perimetro di Castelvecchio (Castellum vetus), nella zona est, abbattuta nel 1516 per fare spazio al giardino del principe Aloisio Gonzaga. La costruzione della chiesa prepositurale, nell'area attuale, fu iniziata nella seconda metà del Quattrocento, all'epoca in cui il borgo iniziava a svilupparsi fuori dalla prima cerchia di mura di Castelvecchio; fu ampliata nel 1516 con la costruzione del presbiterio e una nuova cupola.
Durante il marchesato di Aloisio Gonzaga, il tempio fu abbellito ed ampliato con l'aggiunta delle due cappelle laterali (del Battistero e di Sant'Antonio). Nel suo testamento lasciò la somma di cento scudi da impiegare nei lavori alla chiesa. Il cardinale Carlo Borromeo, durante la sua visita nel 1540, diede disposizioni affinché fossero apportate modifiche all'interno e portata a compimento l'opera.

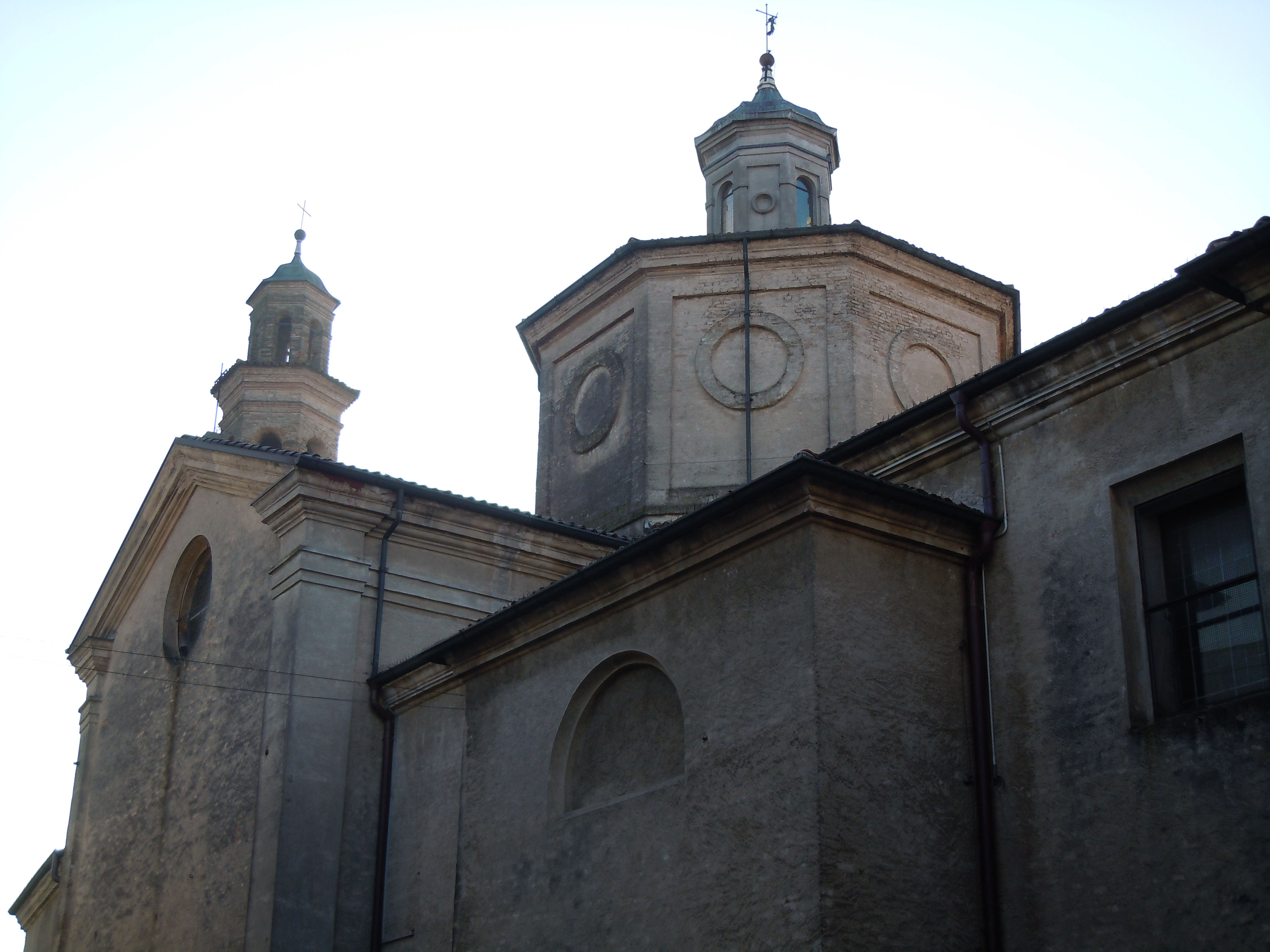
Vista laterale con il tiburio

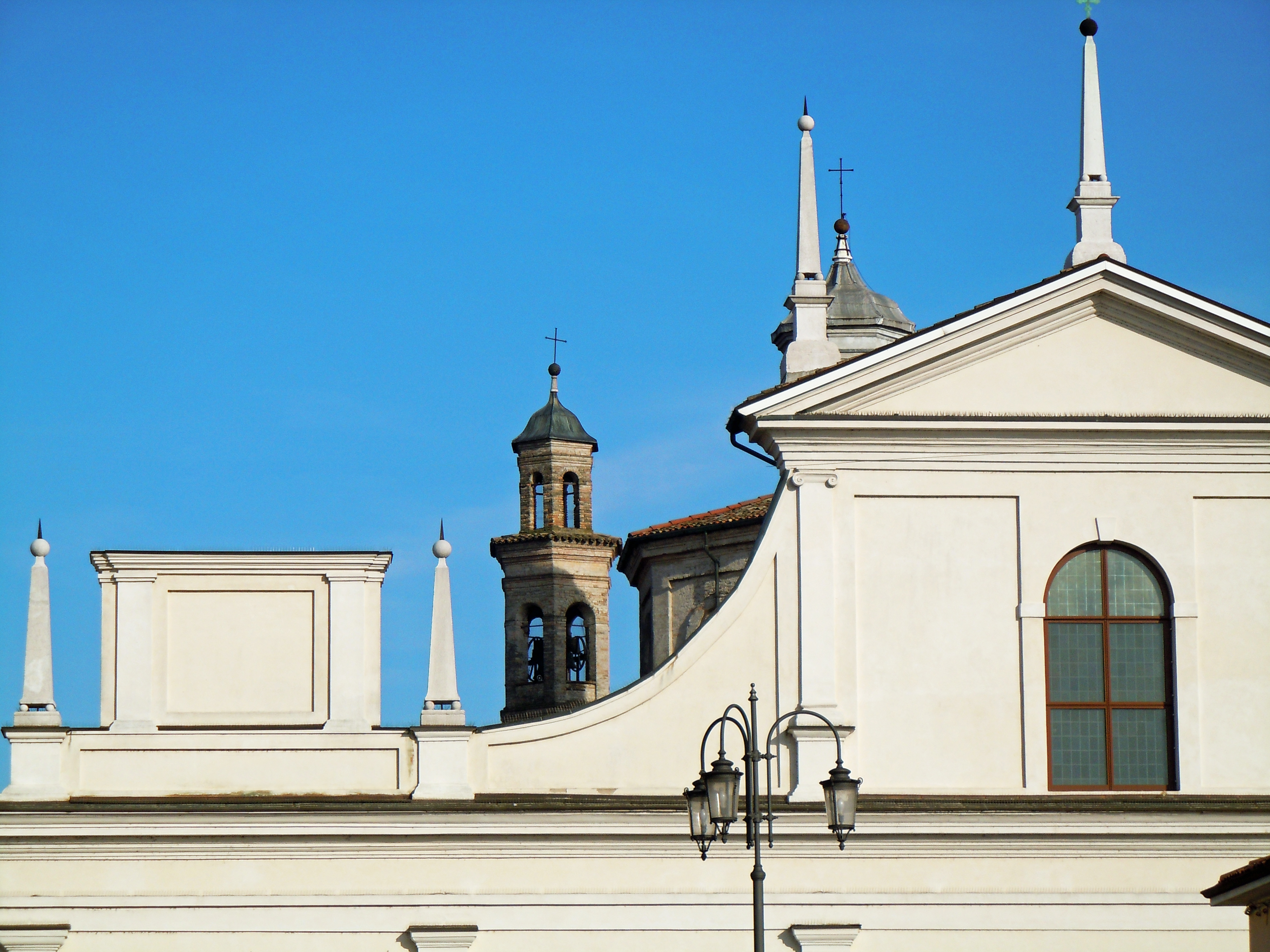
Vista frontale

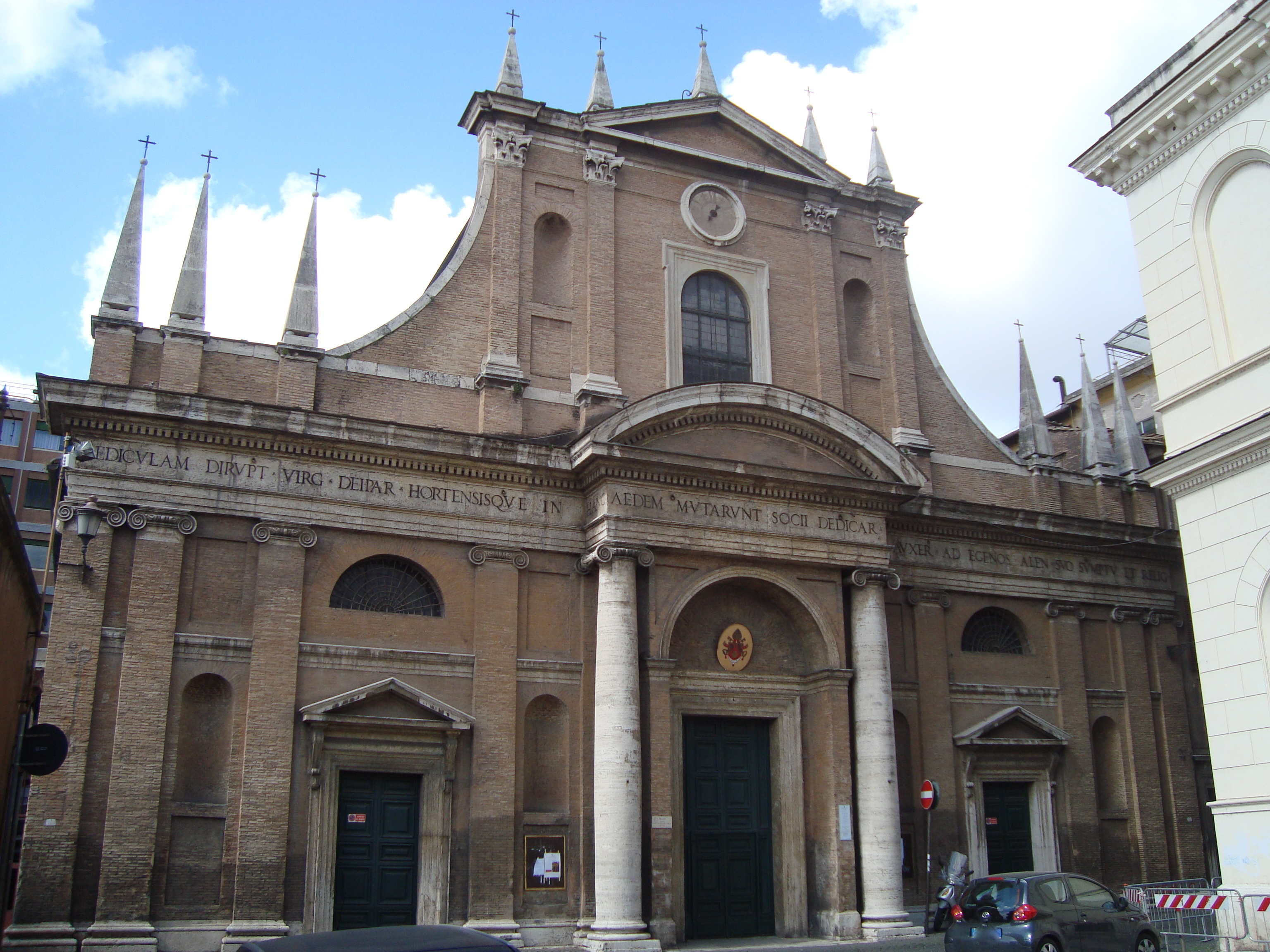
Roma, Chiesa di Santa Maria dell'Orto

Ricostruita a seguito del crollo della cupola tra il 1588 e il 1590 da Bernardino Facciotto, architetto del duca di Mantova Guglielmo Gonzaga, per volontà del marchese Alfonso Gonzaga. Altre fonti farebbero supporre la presenza invece del figlio Girolamo. All'opera contribuì anche il comune.

La facciata verso la piazza, che ricorda molto da vicino quella della chiesa di Santa Maria dell'Orto a Roma attribuita al Vignola, fu abbellita dall'aggiunta di cinque piramidi in marmo.
Il pavimento originariamente in cotto, venne rifatto nel 1606 a spese del comune e nel 1638 la cupola venne ricoperta di rame.
Tra il 1737 e il 1750, per volontà di don Giacinto Tosani, venne effettuata la pavimentazione a quadri in marmo rossi e bianchi (attualmente esistente) e la costruzione del pulpito in legno intagliato.
Sulla porta principale della chiesa, il 3 gennaio 1593, venne assassinato, per mano di Michele Volpetti, Rodolfo Gonzaga, signore di Castel Goffredo, mentre si recava alla messa accompagnato dalla moglie Elena e dalla figlia Cinzia.
Nella prepositurale vengono officiate le principali funzioni religiose della città.
Gli affreschi del Battistero di Sant'Erasmo sono stati inseriti tra I Luoghi del Cuore, iniziativa promossa dal FAI.

## Esterno

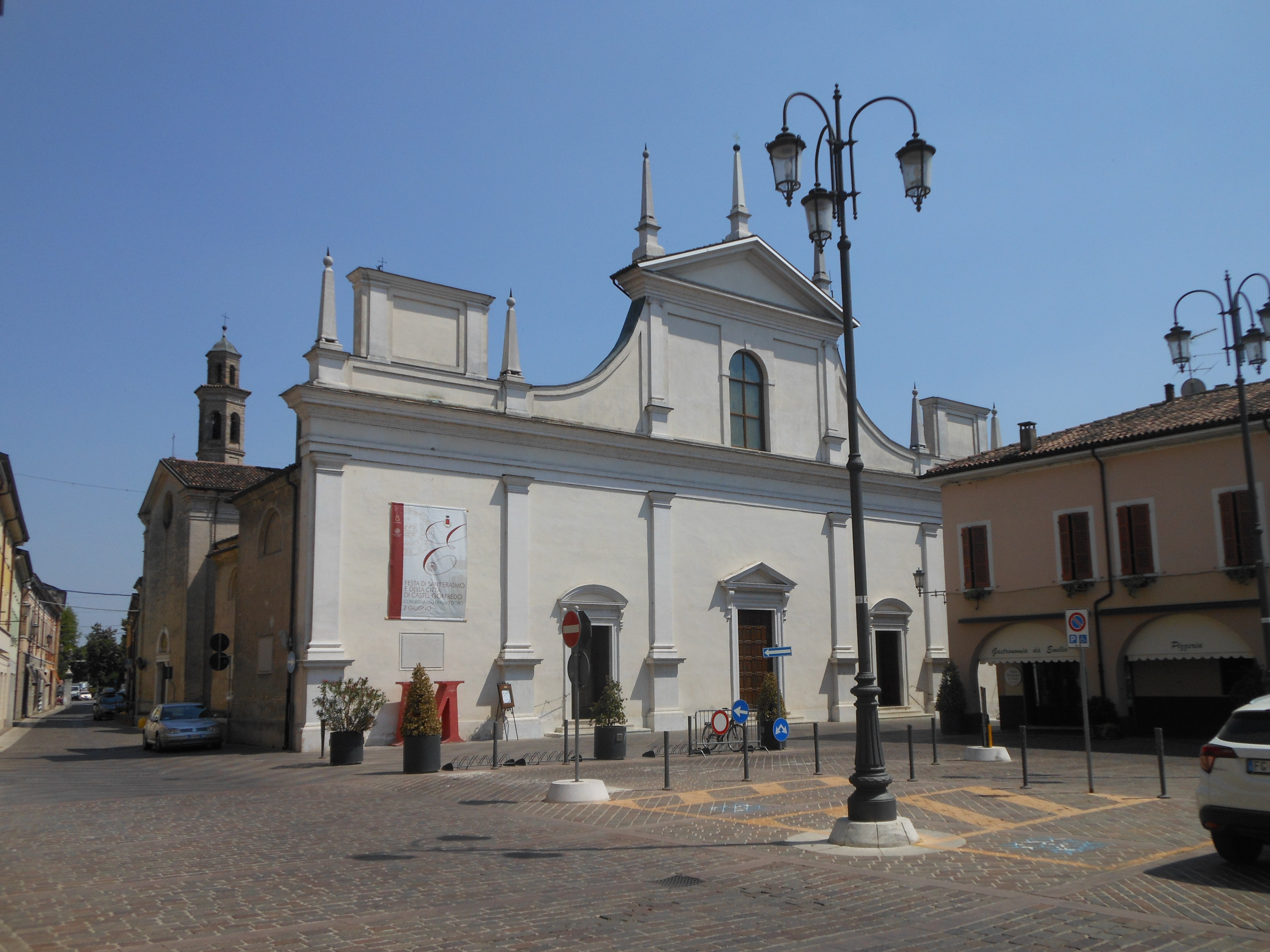
Chiesa S.Erasmo, facciata

La chiesa, in stile rinascimentale, ha una facciata su due ordini con paraste e timpano ed è decorata da tre grandi portali in marmo bianco.
È dotata di cupola a semisfera e fasciata dal tiburio.
Ai lati del presbiterio sono inseriti da una parte la sacrestia e dall'altra alcuni locali e il campanile.

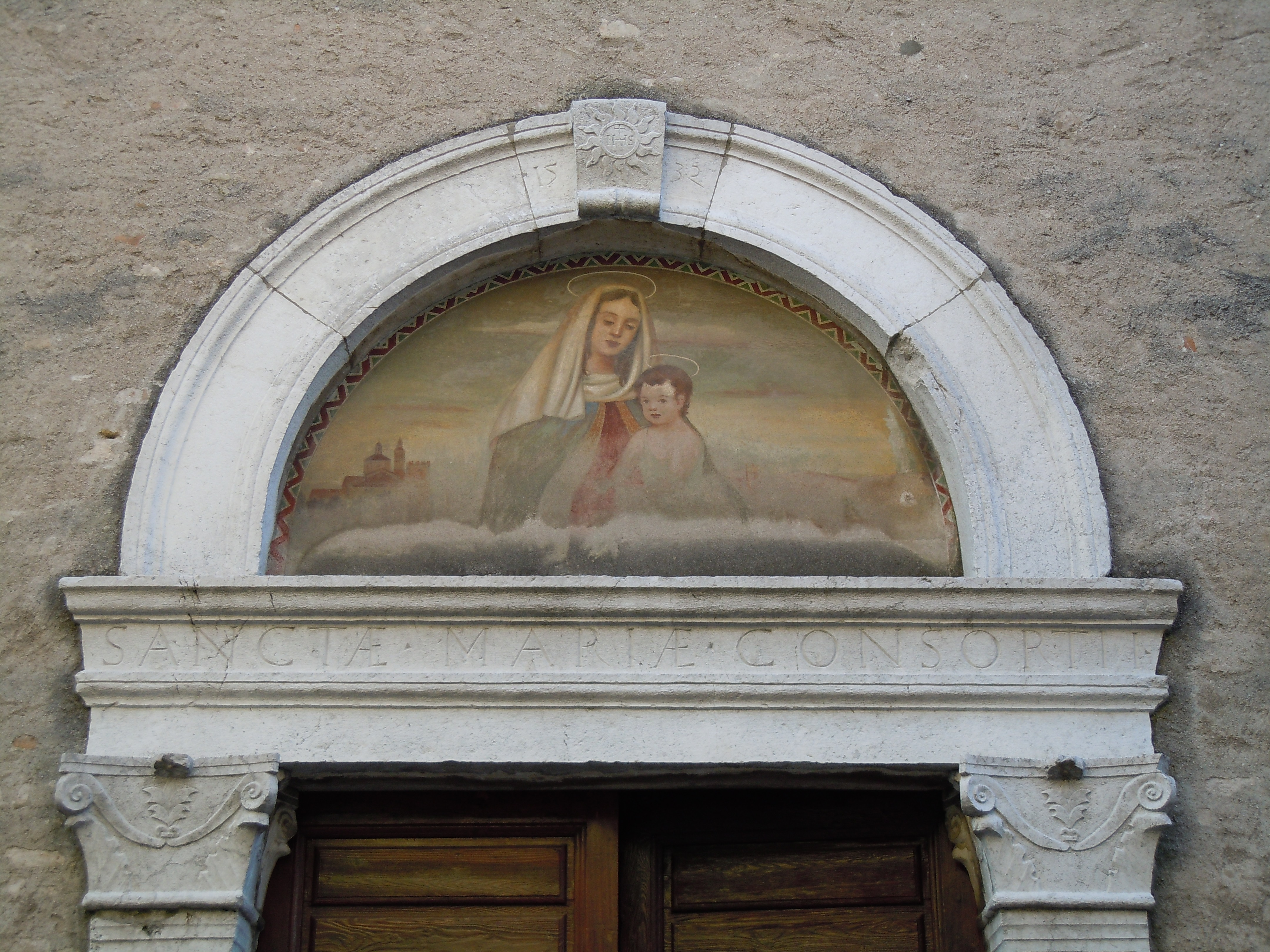
Portale con lunetta dell'ingresso laterale, appartenuto alla Chiesa di Santa Maria del Consorzio fino al 1940.

### Epigrafi aloysiane
Aloisio Gonzaga ha lasciato testimonianza del suo marchesato in alcune epigrafi presenti a Castel Goffredo.
Queste, murate sul fianco esterno della chiesa prepositurale di Sant'Erasmo, appartenevano alla scomparsa chiesa di Santa Maria del Consorzio:

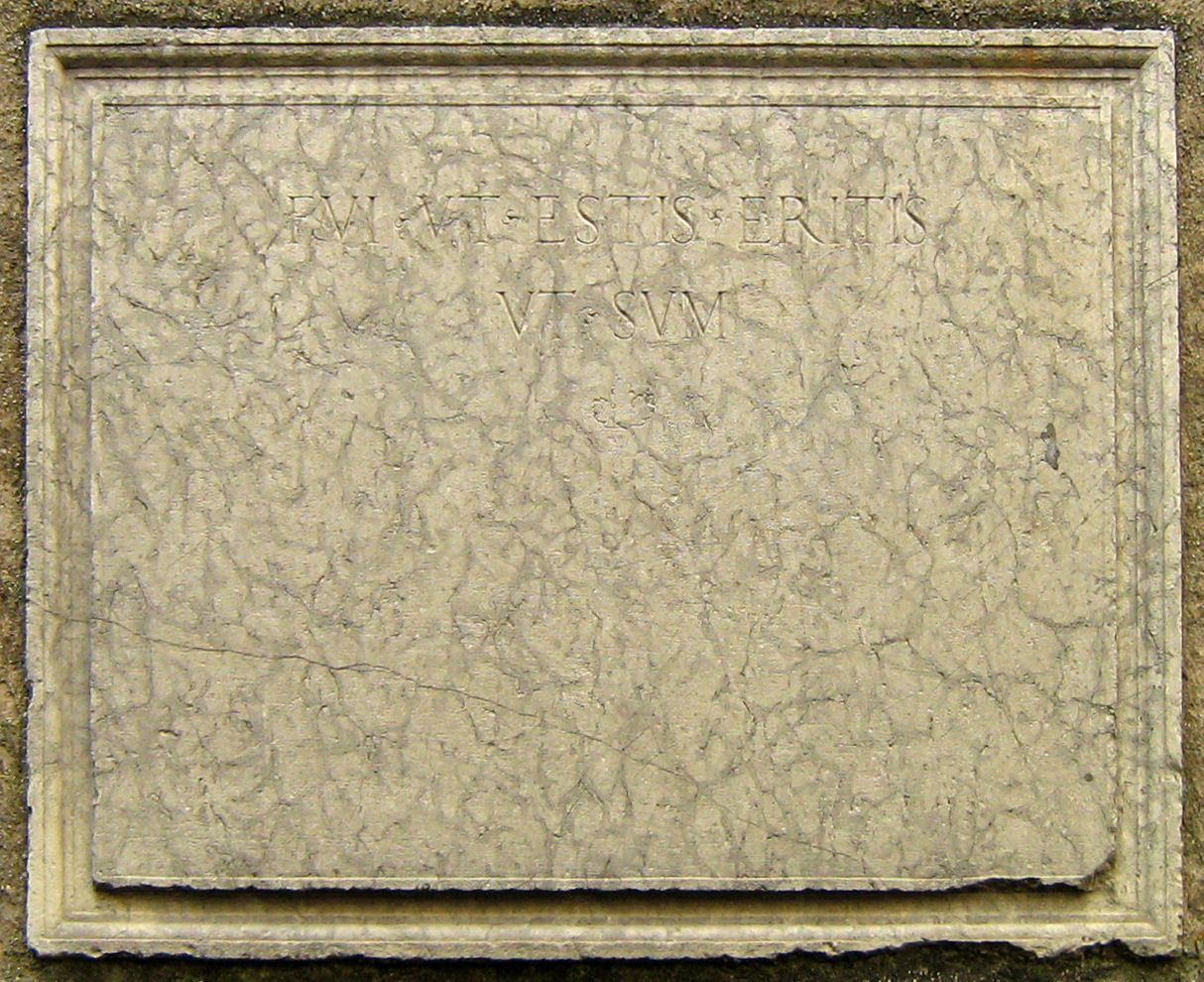
FVI VT ESTIS ERITIS VT SVM
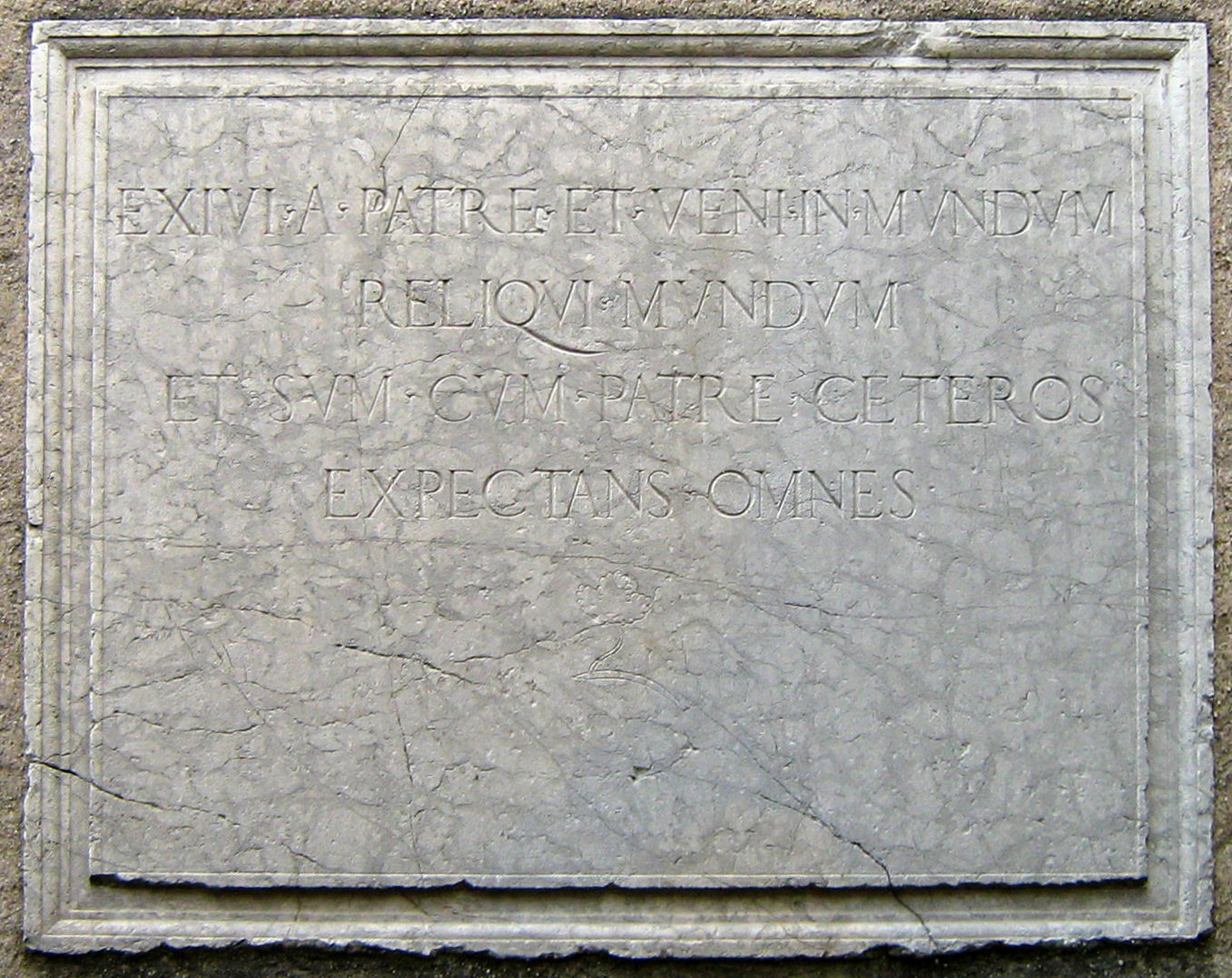
EXIVI A PATRE ET VENI IN MVNDVM RELIQVI MVNDVM ET SVM CVM PATRE CETEROS EXPECTANS OMNES
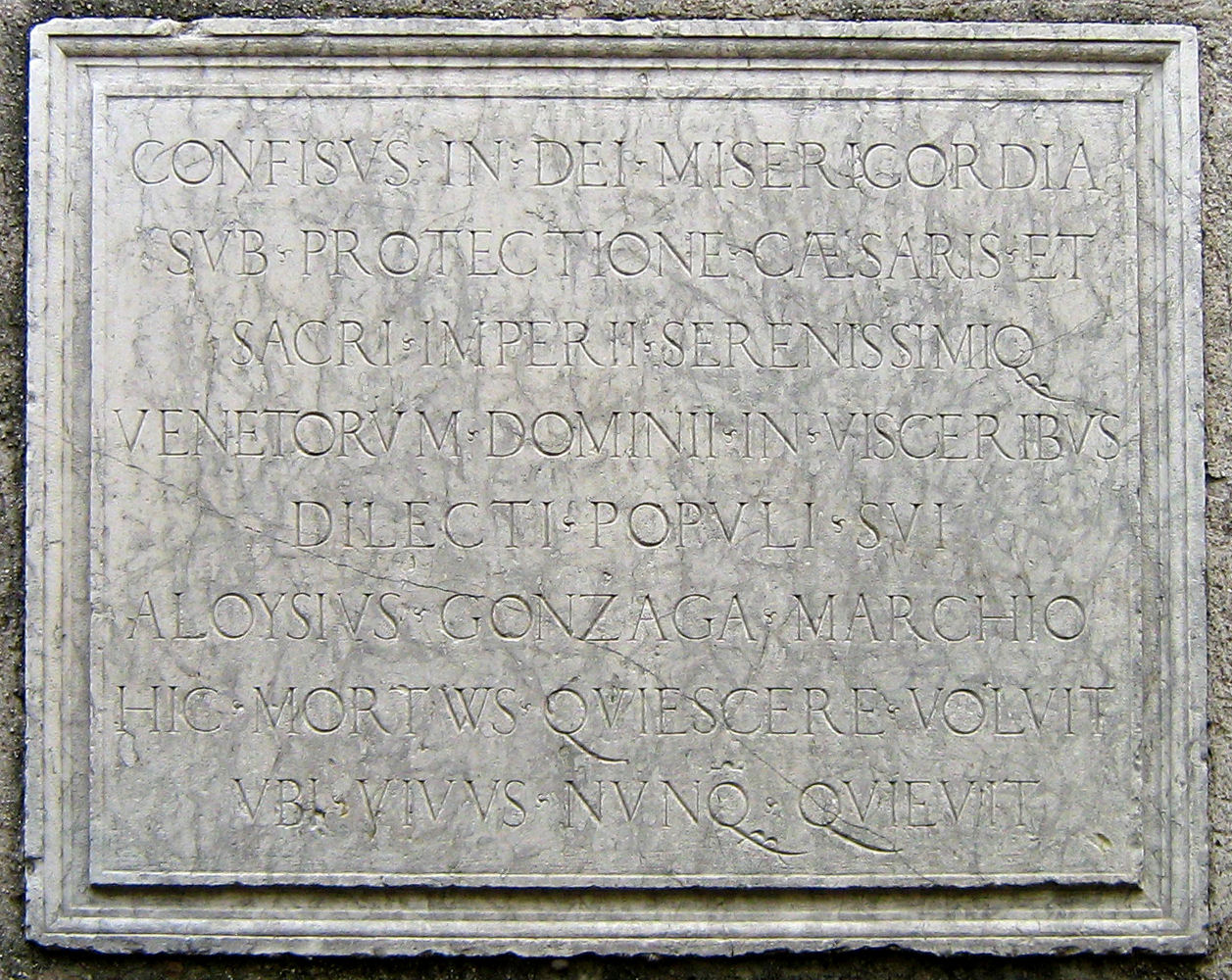
CONFISVS IN DEI MISERICORDIA SVB PROTECTIONE CAESARIS ET SACRI IMPERII SERENISSIMIQ VENETORVM DOMINII IN VISCERIBVS DILECTI POPVLI SVI ALOYSIUS GONZAGA MARCHIO HIC MORTVVS QVIESCERE VOLVIT VBI VIVVS NVNQ QVIEVIT
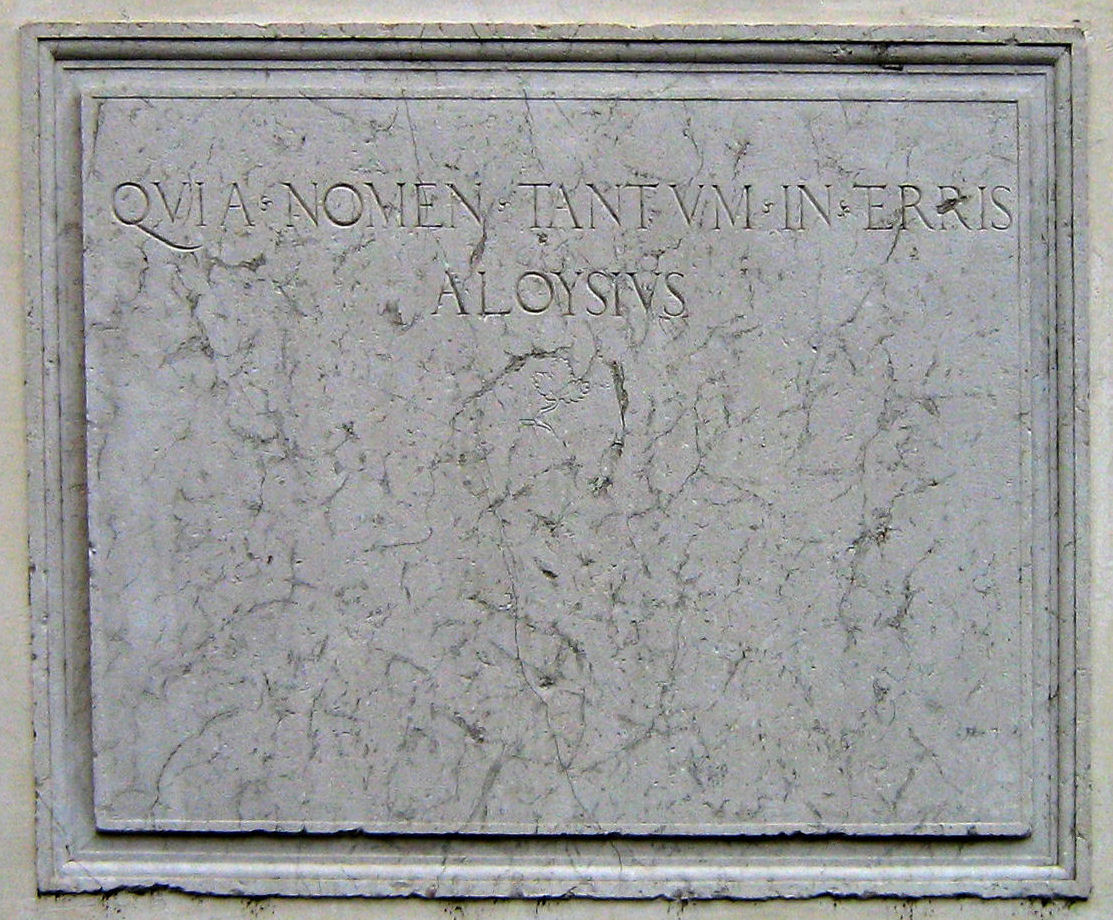
QVIA NOMEN TANTVM IN TERRIS ALOYSIVS

## Interno
L'interno, a croce latina, è suddiviso in tre navate, voltate a crociera, da colonne in marmo Botticino nelle quali sorgono sette cappelle:
- Cappella del Battistero, con affreschi del Cinquecento[1], inseriti tra I Luoghi del Cuore, iniziativa promossa dal FAI;[28]
- Cappella di San Giacomo, con tela seicentesca Madonna dell'Apocalisse;[1]
- Cappella di San Francesco;[3]
- Cappella del Crocifisso, con affreschi di scuola lombarda del XVII secolo;[1]
- Cappella di San Carlo;[1][29]
- Cappella di Santo Stefano;[1]
- Cappella di Sant'Antonio, del XVII secolo.[1]

La gradinata e la balaustra in marmo dell'altare maggiore sono state costruite nel 1612.

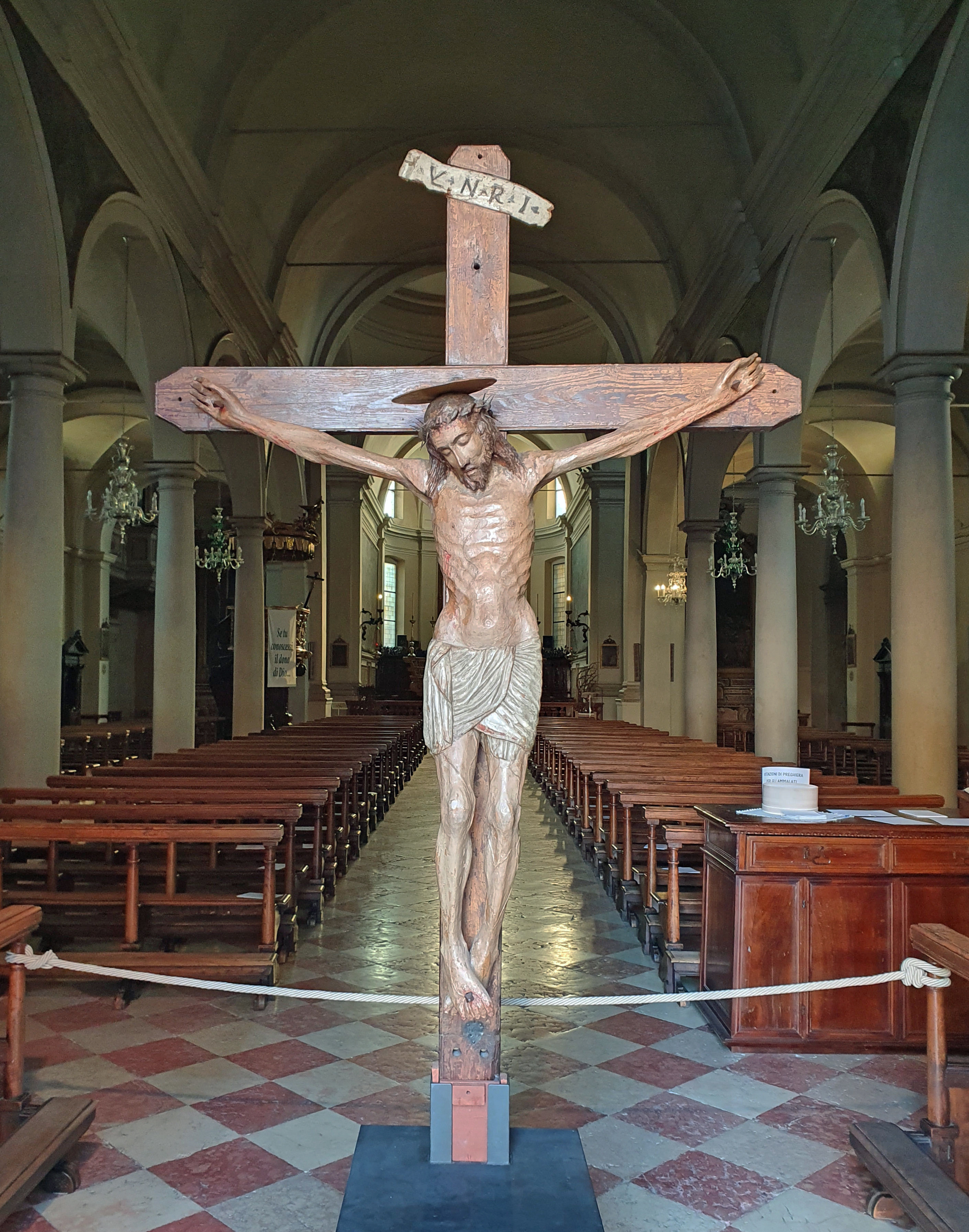
Il Crocifisso miracoloso, XV secolo.

Fanno parte del complesso anche la "Nuova Sagrestia", con arredi originali del XVII secolo e la "Vecchia Sagrestia", restaurata nel 2020, che accoglie il "Tesoro di Sant'Erasmo", composto da preziosi reliquiari.

### Opere d'arte
- Mosè salvato dalle acque e Mosè fa scaturire l'acqua dalla roccia.[31] Grandi tele barocche, opere del bresciano Giuseppe Fali, nel presbiterio;
- Crocefisso policromo in legno del XV secolo, venerato dalla collettività, collocato nella Cappella del Crocefisso[32], chiusa da una balaustra in marmi policromi del XVIII secolo opera di Domenico Corbarelli;[33]
- Angeli adoranti. Due sculture in marmo ai lati dell'ancona dell'altare del Santissimo, opere del 1741 dello scultore bresciano Alessandro Calegari;[34]
- Martirio di Sant'Erasmo, pala d'altare opera del 1717 di Gasparino di Volongo[12] (o Francesco Gasapino da Volongo);
- Madonna e Santi. Al primo altare a sinistra, dipinto d’autore seicentesco ignoto;
- San Francesco riceve le stigmate. Al secondo altare a sinistra, dipinto di scuola veronese del primo Seicento, attribuito a Felice Brusasorzi;[35]
- Le anime purganti. Opera di Giuseppe Bazzani, pittore mantovano del Settecento;
- Dodici Apostoli. Dipinti nella navata centrale, sopra le colonne, opera di Giuseppe Fali;[36]
- L'ultima cena. Nel transetto di destra, opera su tela di scuola manierista mantovana;
- Pala d'altare. Al secondo altare a destra, dipinto di autore ignoto milanese del Seicento;
- Vergine con Bambino e i Santi Sebastiano e Carlo Borromeo, pala d'altare;
- Martirio di Santo Stefano. Al primo altare a destra, dipinto di scuola mantovana della fine del Cinquecento;
- Tobiolo e l'Angelo, tondo su tela, opera del XVIII secolo di Bartolomeo Dall'Acqua;[37]
- Santa Barbara. Sopra la porta centrale d’ingresso, tela del XVII secolo.

Altari e balaustre del Settecento decorati a tarsie in marmi e pietre dure; l'altare maggiore è opera di Andrea Gamba di Rezzato. Dietro ad esso, il coro ligneo del 1750, finemente lavorato, opera dell'intagliatore castiglionese Domenico Ceratelli (1708-1776).
Al termine della navata centrale, sul lato sinistro, è collocato un elegante pulpito in legno del XVIII secolo, scolpito dal celebre intagliatore bresciano Rizzardo Carboni.
Una serie di confessionali in legno scolpito della prima metà del Settecento, opera di Rizzardo Carboni, è presente nelle navate laterali.
Fra gli archi del colonnato marmoreo di stile tuscanico, scendono i lampadari in vetro di Murano, della seconda metà del Settecento.
All'interno della chiesa sono conservati dei reliquiari contenenti otto frammenti della Santa Croce (ex ligno crucis).

### Organo a canne
A sinistra dell'altare maggiore è collocato l'antico organo a canne Costanzo Antegnati, fatto costruire nel 1595 da Caterina Gonzaga, figlia di Alfonso. Dell'organo originario sono rimaste solo cinque canne in quanto lo strumento ha subito nel tempo diversi interventi di restauro. Il più importante è stato effettuato negli anni 1887-1888 dall'organaro bresciano Tito Tonoli, figlio del famoso Giovanni (1809-1889) e portato a termine dalla ditta "Porro e Maccarinelli".

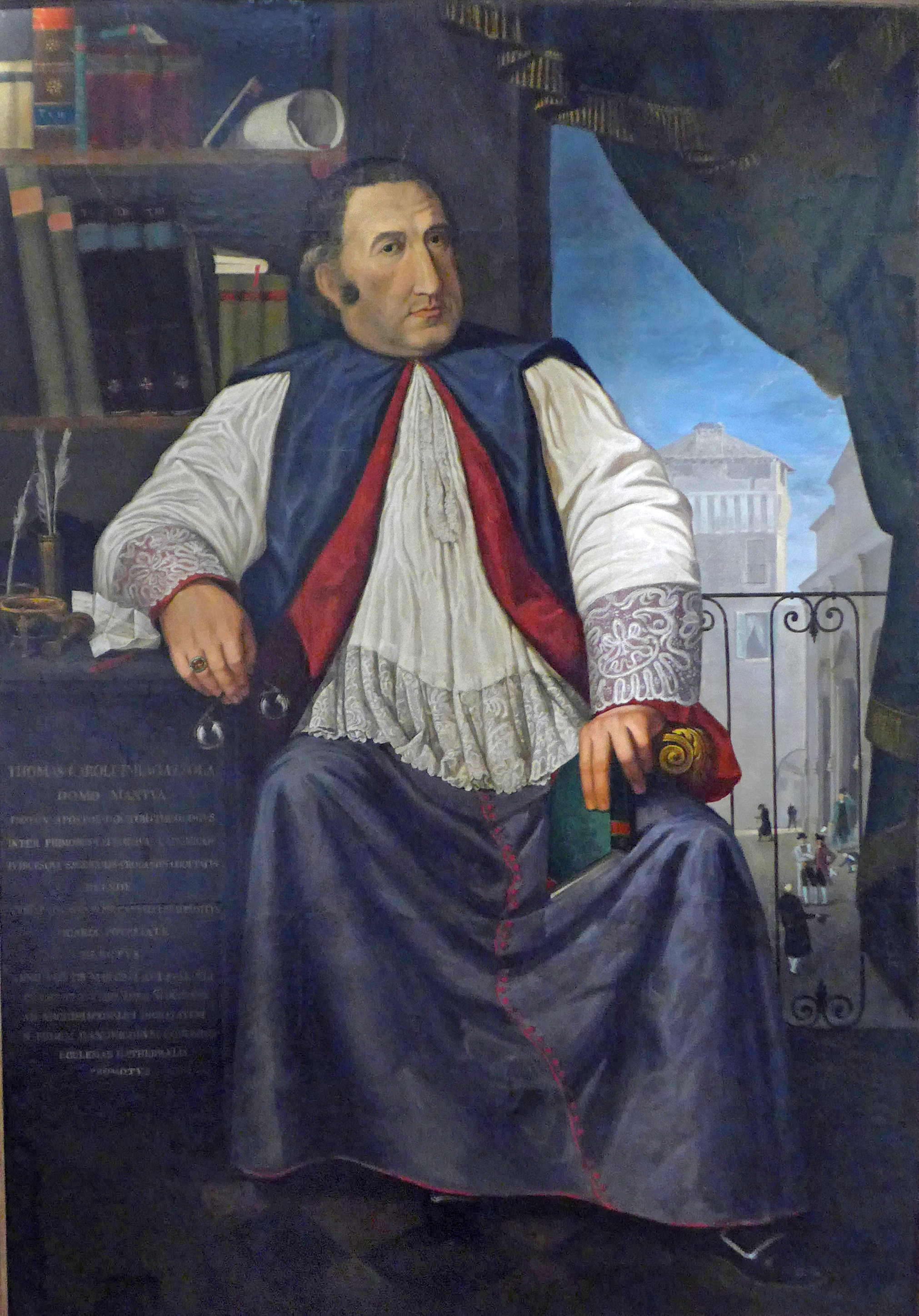
Ritratto del prevosto Ragazzola dal 1806 al 1830, olio su carta incollata su tela, 1828, MAST Castel Goffredo

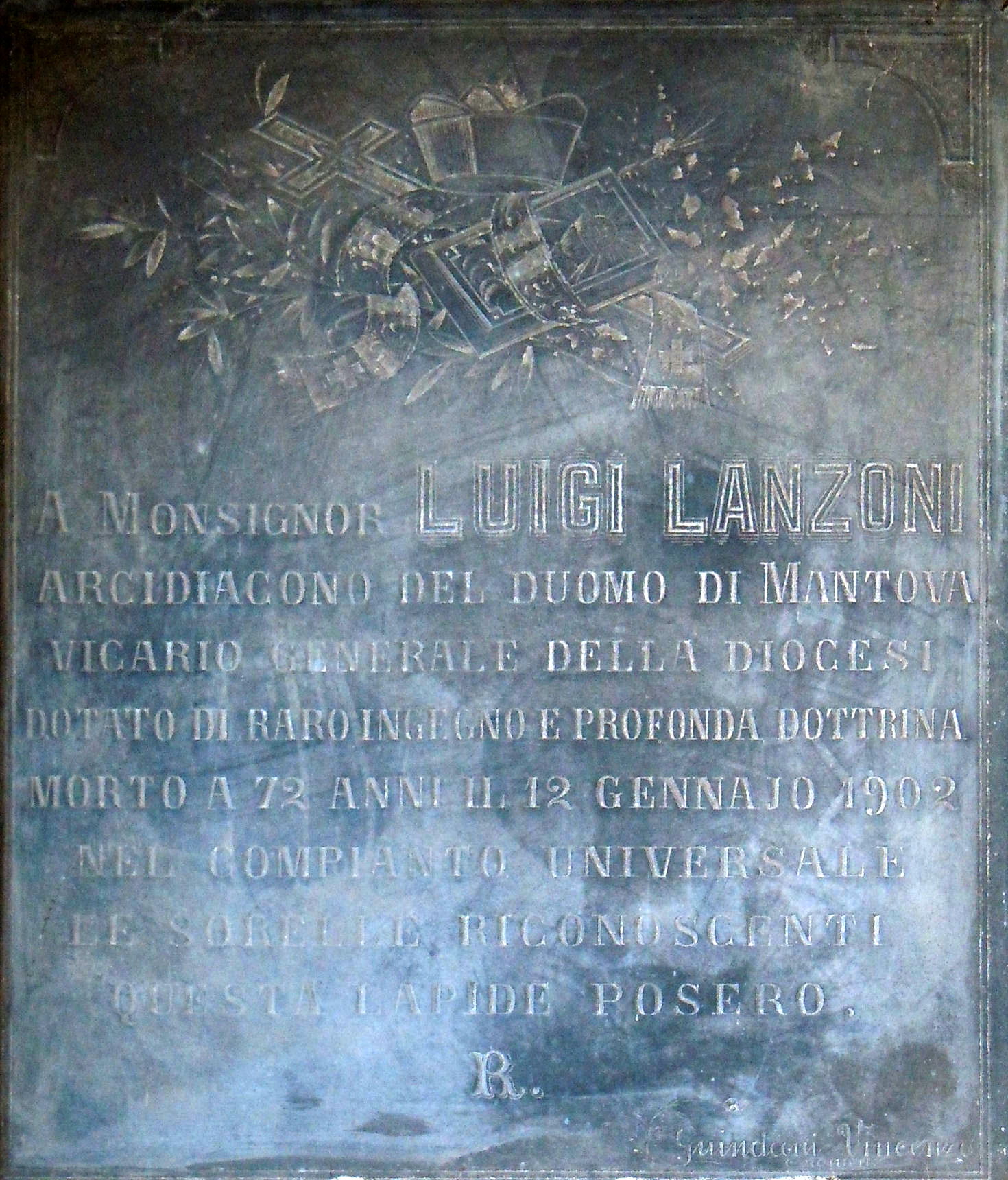
Ostiano, lapide a don Luigi Lanzoni, prevosto dal 1867 al 1892.

## Museo dell'Antica sagrestia
Il 16 ottobre 2021, dopo un lungo restauro, è stata inaugurata e visitabile al pubblico l'antica sagrestia del Seicento, che raccoglie una collezione di reliquie e reliquiari.